# Maria Bethânia

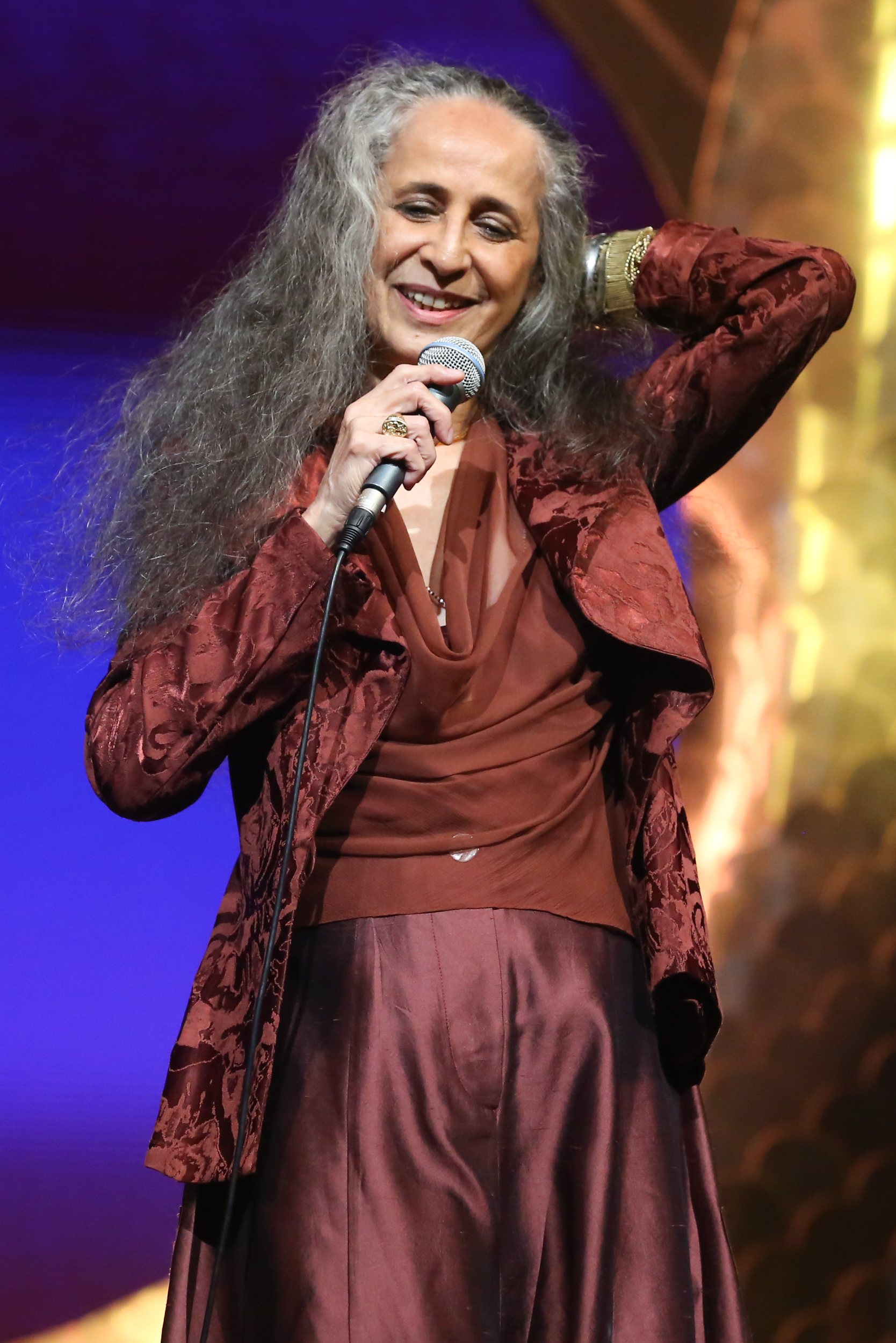

Maria Bethânia, född 18 juni 1946 i Santo Amaro, Bahia, är en brasiliansk sångerska. Hon är syster till Caetano Veloso. Hennes bror Caetano gav henne namnet vid hennes födsel – han var då bara fyra år. Hon började sin karriär 1964 i Rio de Janeiro med föreställningen "Opinião". Hon är den näst mest säljande kvinnliga brasilianska artisten med 26 miljoner sålda skivor.

## Diskografi
- 1965 - Compact - Carcará/De Morning - RCA
- 1965 - Compact - Carcará/No Carnaval/Mora In The Filosofia/Só I Know - RCA
- 1965 - Compact - I live in a time of Guerra/Viramundo - RCA
- 1965 - Maria Bethânia - RCA
- 1966 - Bethânia Maria sings Pink Noel - RCA
- 1967 - Edu and Bethânia - Cast
- 1968 - Recital in the Baroque Boite - EMI/Odeon (to the living creature)
- 1969 - Maria Bethânia - EMI/Odeon
- 1970 - Bethânia Maria to the living creature - EMI/Odeon
- 1971 - Vinícius + Bethânia + Toquinho - RGE (to the living creature)
- 1971 - Your presence - Polygram
- 1971 - Wind rose - Polygram (to the living creature)
- 1972 - When the carnival to arrive - Polygram - sonorous track of the film with Chico Buarque and Nara Lion
- 1972 - Drama - Polygram
- 1973 - Drama 3º act - Polygram (to the living creature)
- 1973 - Drama 3º act - Compact - Polygram (to the living creature)
- 1974 - The dumb Scene - Polygram (to the living creature)
- 1975 - Chico Buarque and Maria Bethânia - Polygram (to the living creature)
- 1976 - Forbidden bird - Polygram
- 1976 - Barbarous candies - Polygram - To the living creature with the GAL Coast, Gilbert Gil and Caetano Veloso
- 1976 - Barbarous candies - Compact Double - Polygram - Writings in studio, with the GAL Coast, Gilbert Gil and Caetano Veloso
- 1977 - Bird of the morning - Polygram
- 1978 - Maria Bethânia and Caetano Veloso - Polygram (to the living creature)
- 1978 - Alibi - Polygram
- 1979 - Honey - Polygram
- 1980 - Talisman - Polygram
- 1981 - Alteza - Polygram
- 1982 - Our moments - Polygram (to the living creature)
- 1983 - Cycle - Polygram
- 1984 - The side and the sea - Polygram
- 1987 - Decembers - BMG/Ariola
- 1988 - Maria - BMG/Ariola
- 1989 - Memory of the skin - Polygram
- 1990 – 25 years - Polygram
- 1992 - Eye d'água - Polygram
- 1993 - The songs that you pra made me - Polygram
- 1993 - Las Canciones that Hiciste For Mi - Polygram
- 1995 - Bethânia Maria to the living creature - Polygram
- 1996 - Amber - EMI/Odeon
- 1996 - Bethânia Maria - COMPACT DISC Single - EMI/Odeon
- 1997 - Imitation of the life - EMI/Odeon (to the living creature)
- 1999 - The Force that never dries - BMG/Ariola
- 1999 - True diamond - BMG/Ariola (to the living creature)
- 2001 - Cânticos, Preces, Suplications to the Lady of the Gardens of the Sky in the voice of Bethânia Maria - Independent
- 2001 - Maricotinha - BMG/Ariola
- 2002 - Maricotinha to the living creature - Fine Biscuit
- 2003 - Cânticos, Preces, Suplications to the Lady of the Gardens of the Sky in the voice of Bethânia Maria - Fine Biscuit (relaunching)
- 2003 - DVD - Maricotinha to the living creature - Fine Biscuit
- 2003 - Brasileirinho - Quitanda (Distribuição:Biscoito Fino)
- 2004 - DVD - Brasileirinho - Quitanda (Distribuição:Biscoito Fino)
- 2005 - Falta That You Makes Me - Fine Biscuit